# Jud Süß (Hauff)
Jud Süß ist eine Novelle von Wilhelm Hauff, die 1827 fortsetzungsweise im Cotta’schen „Morgenblatt für gebildete Stände“ erstveröffentlicht wurde.
Der Titel geht zurück auf die historische Figur des Joseph Süß Oppenheimer und wird als Element einer spätestens seit dem 18. Jahrhundert bekannten antijüdischen Namenspolemik verstanden. Auch in anderen seiner Werke wie den Mittheilungen aus den Memoiren des Satans und Abner, der Jude, der nichts gesehen hat reproduzierte Hauff antijüdische Stereotypen und Klischees seiner Zeit.

## Inhalt
Hauff verfasste mit der Novelle Jud Süß eine Chronik, die bei ihrem Erscheinen im Jahr 1827 90 Jahre zurückliegende Ereignisse um Herzog Karl Alexander von Württemberg und das Ende seiner Herrschaft am 12. März 1737 dokumentiert, die er mit der ersten Strophe aus dem Prolog zu dem Trauerspiel Ernst, Herzog von Schwaben von Ludwig Uhland einleitet.
Am Abend des 12. Februar 1737 veranstaltet Joseph Süß Oppenheimer zu seinem Geburtstag einen Maskenball. Süß ist Geheimer Finanzrat des Landesherrn Karl Alexander und ebenso reich wie mächtig und bei der Bevölkerung gefürchtet. An dem Ball nimmt auch der Verwaltungsbeamte Gustav Lanbek, Sohn des Beraters der Württembergischen Landstände, mit drei Freunden teil. Er hat mit Lea, Süßens jüngerer Schwester, die er liebt, ein geheimes Treffen in einem Nebenzimmer arrangiert. Sie ist besorgt um ihren Bruder und fürchtet um dessen Leben, doch Gustav beruhigt sie mit dem Hinweis auf einen herzoglichen Freibrief, den Süß zu seinem Geburtstag erhalten hat. Kurz darauf wird Gustav überraschend verhaftet.
Am nächsten Morgen besucht ihn Süß, der seine Verhaftung veranlasst hatte, im Gefängnis. Süß verdächtigt Gustavs Vater der Verschwörung gegen den Herzog. Er befördert Gustav zum Expeditionsrat und verlangt von ihm, sich binnen vier Wochen mit Lea zu verheiraten. Dann will er Gustavs Vater verschonen. Gustavs Vater vermutet, Süß wolle ihn durch die Beförderung seines Sohnes bei den Landständen korrumpieren. Zum Schein soll Gustav aber das neue Amt annehmen. Sodann wird Gustav von seinem Vater in den Plan eingeweiht, zusammen mit dem Obersten von Röder und mit Billigung der evangelischen Kirche einen Staatsstreich gegen den Herzog zu unternehmen, unter dessen Regentschaft das „Ländchen“ Württemberg binnen weniger Jahre durch Ämterpatronage und Korruption verkommen sei, der die Landstände entmachten und das evangelische Württemberg katholisieren wolle. Bei dieser Gelegenheit wolle man auch mit dem verhassten Emporkömmling Süß abrechnen.
Süß belügt seine Schwester, Gustav wolle sie heiraten und habe bei Karl Alexander um die Erlaubnis dazu gebeten. Für Gustav, einen evangelischen Christen, ist es jedoch unvorstellbar, eine Jüdin zu heiraten. Durch eine Intrige von Süß erfährt Gustavs Vater von dem vermeintlichen Eheversprechen. Dieser ist außer sich und will seinen Sohn enterben. Nach einem heftigen Familienstreit, in dessen Verlauf Gustav sich von Lea lossagt, verzeiht ihm der Vater, als er Süßens Ränke durchschaut.
Gustavs Vater protestiert bei Süß gegen die Vermählung seines Sohnes mit Lea. Aus Angst vor Süßens Vergeltung soll Gustav fliehen. Unterwegs begegnet ihm Oberst Röder und benachrichtigt ihn vom plötzlichen Tode Karl Alexanders. Gemeinsam nehmen sie den nach dem Tod seines Patrons ebenfalls auf der Flucht befindlichen Süß Oppenheimer fest. Der Staatsstreich erübrigt sich. Vom Thronfolger Karl Alexanders wird Gustav zum Richter über Süß berufen, was Gustav mit Blick auf seine noch immer geliebte Lea in einen Gewissenskonflikt stürzt. Trotzdem kommt er Leas Gesuch um Barmherzigkeit für den Bruder nicht nach. Süß wird zum Tode verurteilt und am 4. Februar 1738 gehenkt.
In einem Epilog äußert Hauff sein Unverständnis sowohl über Süßens Unterstützung für die absolutistische Regierungsweise Karl Alexanders als auch über Süßens Bestrafung. Beides sei im Zeitalter der Aufklärung unzivilisiert und rückständig. Süß sei anders als andere, ebenso strafwürdige Günstlinge Karl Alexanders verurteilt worden, da er als Jude über kein schützendes soziales Netzwerk verfügt habe.
Lea soll sich im Neckar ertränkt haben. Gustav verwindet seine unglückliche Liebe zu Lea und das Verfahren gegen Süß nicht. Er bleibt unverheiratet, wird melancholisch und wendet sich im hohen Alter metaphysischen Betrachtungen zu.

## Rezeption
Seit Wilhelm Hauff wird der Stoff bis in die Gegenwart von Autoren, Komponisten und Regisseuren unter verschiedenen Aspekten künstlerisch adaptiert. Neben dem Roman Jud Süß von Lion Feuchtwanger aus dem Jahr 1925 ist vor allem der gleichnamige nationalsozialistische Propagandafilm von Veit Harlan bekannt geworden.